# Birdman (glazbenik)
Bryan Williams (rođen 15 veljače 1969.), poznatiji po umjetničkom imenu Birdman ili Baby je američki reper i producent iz New Orleansa, Louisiane. Birdman je osnivač diskografske kuće Cash Money Records. U siječnju 2011. godine prema magazinu Forbes proglašen je kao četvrti najbogatiji reper iza Jay Z, Diddyja i Dr. Drea.

## Biografija

### Raniji život i počeci karijere
Birdman je rođen u New Orleansu gdje je i odrastao sa svojim bratom Ronaldom Williamsom. Birdman je 1991. godine osnovao diskografsku kuću Cash Money Records. Tada se zvao Baby with 32 Golds, te je 1993. objavio svoj prvi nezavisni album I Need a Bag of Dope.

## Diskografija
- 2002.: Birdman
- 2005.: Fast Money
- 2007.: 5 * Stunna
- 2009.: Pricele$$
- 2011.: Bigger Than Life

## Vanjske poveznice
- Službena stranica
- Birdman na Internet Movie Databaseu